# Dove gli occhi non arrivano
| Recensione       | Giudizio |
| ---------------- | -------- |
| Rockol           |          |
| RecensiamoMusica |          |
| La casa del rap  |          |
| Newsic           |          |

Dove gli occhi non arrivano è il secondo album in studio del rapper italiano Rkomi, pubblicato il 22 marzo 2019 per Universal.

## Antefatti
L'annuncio dell'uscita prossima dell'album è stato fatto il 20 febbraio 2019, dopo che un manifesto era stato affisso nella metropolitana di Milano: su di esso erano riportate alcune menzioni di elogio a Rkomi, tra cui quella di un famigerato Marzio Vendute, nome che si rivelerà poi essere l'anagramma di «ventidue marzo», data di uscita del disco.
Rkomi ha dichiarato di aver realizzato il disco con la direzione artistica interamente curata dal collega Charlie Charles. Successivamente, sono state pubblicate le tracce del disco, che vedono la collaborazione di Sfera Ebbasta, Ghali, Carl Brave, Jovanotti e Elisa.
Il rapper milanese ha inoltre dichiarato di aver viaggiato, assieme a Charlie Charles, fino a Johannesburg, al fine di sperimentare nuove sonorità.

## Accoglienza
Il disco è stato anticipato dal singolo Blu, realizzato con il contributo canoro di Elisa. Del brano, si apprezza particolarmente il carattere pop, ideale per la sua trasmissione via radiofonica. La stessa Elisa ha dichiarato di apprezzare le sonorità proposte da Rkomi in tale lavoro. L'album ha esordito al primo posto nella Top Album di FIMI.
È stato fatto notare che, rispetto all'atmosfera dominante in Io in terra, dove l'artista pare essere alla ricerca di un posto dove collocarsi, in questo nuovo album Rkomi cerca di liberarsi delle convenzionali etichette artistiche che gli sono state date in questi anni.La critica ha inoltre apprezzato la volontà di rinnovamento musicale, personale e non, proposto da Rkomi, che con questo album ha «adeguato il rap alle regole del pop», attraverso anche la mediazione delle sonorità funk.
La prima certificazione ottenuta dal disco è stato il disco d'oro per Blu, cui ha fatto seguito il disco d'oro per Mon Cheri; l'album è stato certificato disco d'oro il 6 maggio 2019.

## Tracce
Testi di Mirko Martorana, eccetto dove indicato.
1. Dove gli occhi non arrivano – 2:52 (musica: Stefano Tognini)
2. Blu (feat. Elisa) – 2:45 (testo: Mirko Martorana, Elisa Toffoli – musica: Paolo Alberto Monachetti, Pablo Miguel Lombroni Capalbo)
3. La U – 2:47 (musica: Diego Vettraino)
4. Boogie Nights (feat. Ghali) – 3:01 (testo: Mirko Martorana, Ghali Amdouni – musica: Paolo Alberto Monachetti, Pablo Miguel Lombroni Capalbo, Stefano Tognini, Alessandro Pulga)
5. Visti dall'alto (feat. Dardust) – 3:16 (musica: Dario Faini)
6. Impressione (feat. Carl Brave) – 2:35 (testo: Mirko Martorana, Carlo Luigi Coraggio – musica: Stefano Tognini)
7. Alice – 2:27 (musica: Stefano Tognini)
8. Canzone (feat. Jovanotti) – 2:48 (testo: Mirko Martorana, Lorenzo Cherubini – musica: Paolo Alberto Monachetti, Pablo Miguel Lombroni Capalbo)
9. Per un no – 2:35 (musica: Diego Vettraino, Umberto Odoguardi)
10. Gioco – 2:58 (musica: Stefano Tognini)
11. Mon Cheri (feat. Sfera Ebbasta) – 3:02 (testo: Mirko Martorana, Gionata Boschetti – musica: Paolo Alberto Monachetti)
12. Cose che capitano – 2:33 (musica: Paolo Alberto Monachetti, Pablo Miguel Lombroni Capalbo)
13. Mikado – 2:40 (musica: Diego Vettraino, Umberto Odoguardi, Davide Covino)

## Formazione
Musicisti
- Rkomi – voce
- Elisa – voce aggiuntiva (traccia 2)
- Zef – musiche (tracce 1, 4, 6, 7 e 10)
- Charlie Charles – musiche (tracce 2, 4, 8, 11 e 12)
- Shablo – musiche (tracce 2, 4, 8 e 12)
- Drillionaire – musiche (tracce 3, 9 e 13)
- Ghali – voce aggiuntiva (traccia 4)
- Marz – musiche (traccia 4)
- Dardust – musiche (traccia 5)
- Carl Brave – voce aggiuntiva (traccia 6)
- Jovanotti – voce aggiuntiva (traccia 8)
- Junior K – musiche (tracce 9 e 13)
- Sfera Ebbasta – voce aggiuntiva (traccia 11)
- Daves the Kid – musiche (traccia 13)

Produzione
- Charlie Charles – produzione (tracce 2, 4, 5, 8, 11 e 12), coproduzione (tracce 1, 3, 6, 9 e 10)
- Zef – produzione (tracce 1, 6, 7 e 10)
- Shablo – produzione (traccia 12), direzione artistica
- Drillionaire – produzione (tracce 3, 9 e 13)
- Dardust – produzione (traccia 5)
- Junior K – produzione (tracce 9 e 13)
- Daves the Kid – produzione (traccia 13), registrazione
- Marco Zangirolami – missaggio, mastering

## Classifiche

### Classifiche settimanali
| Classifica (2019) | Posizione massima |
| ----------------- | ----------------- |
| Italia            | 1                 |

### Classifiche di fine anno
| Classifica (2019) | Posizione |
| ----------------- | --------- |
| Italia            | 20        |